# Cristóvão Soares Reimão
Cristóvão Soares Reimão (na grafia original, Christovam Soares Reimão) foi um corregedor no Brasil do século XVIII, pioneiro na colonização do Ceará.

## Biografia
Em 1707 o desembargador e corregedor da Paraíba Cristóvão Soares Reimão iniciou a demarcação das terras do que hoje constitui a cidade de Russas. A primeira igreja começou a ser construída em 1707, por iniciativa de Reimão.
A origem de Limoeiro do Norte data de 23 de janeiro de 1708, pelo desembargador Reimão, encarregado de demarcar o território limoeirense em meio à caatinga e ao verde das ribeiras, tendo como ponto de referência o rio Jaguaribe.
Segundo Gilton Barreto, Reimão foi ouvidor da Paraíba em ação no Ceará na primeira década dos século XVIII. Percorrendo a capitania, em especial a Ibiapaba — que hoje abrange vários municípios, incluindo Viçosa do Ceará.